# Ibrahim Abukari
Ibrahim Abukari (* 31. August 1996) ist ein ghanaischer Fußballspieler.

## Karriere
Abukari begann seine Karriere in der West African Football Academy. 2015 spielte er erstmals für die WAFA in der Premier League.
In der Saison 2016 kam Abukari auf 21 Spiele für die WAFA in der Premier League. Seinen einzigen Treffer in jener Saison erzielte er im September 2016, als er am 29. Spieltag gegen Berekum Chelsea in der 44. Minute den Treffer zum 1:0-Sieg erzielte.